# Inga Schultz
Inga Karen Elisabeth Poulsen f. Schultz (4. februar 1907 i København – 27. april 1990) var en dansk skuespiller.
Schultz blev uddannet hos Svend Methling på Dansk Skolescenes Elevskole og blev i 1930 tilknyttet Det Kongelige Teater; fra 1935 til 1981 som fastansat. Hun havde bl.a. roller i En skærsommernatsdrøm og Genboerne. I tiden efter 1981 havde hun også roller på teatret, og fra 1940'erne medvirkede hun tillige i flere spillefilm.
Inga Schultz blev i 1930 gift med skuespilleren Peter Poulsen.
Hun er begravet på Hornbæk Kirkegård.

## Filmografi
- Sommerglæder (1940)
- Tag det som en mand (1941)
- Ebberød Bank (1943)
- En kvinde er overflødig (1957)